# Mártires de la UCA
Se conoce como mártires de la UCA a ocho personas que fueron asesinadas el 16 de noviembre de 1989, en la Universidad Centroamericana José Simeón Cañas (UCA), ubicada en la ciudad de San Salvador (El Salvador), por un pelotón del batallón Atlácatl de la fuerza armada de El Salvador bajo las órdenes del coronel Guillermo Benavides, en la administración del presidente en turno Alfredo Félix Cristiani. Todo ello ocurrió en el marco de la guerra civil salvadoreña. Cinco sacerdotes eran españoles.
Los jesuitas eran partidarios de un acuerdo negociado entre el gobierno de El Salvador y el Frente Farabundo Martí para la Liberación Nacional (FMLN), la organización guerrillera que había luchado contra el gobierno durante una década. Los asesinatos atrajeron la atención internacional a los esfuerzos de los jesuitas y aumentaron la presión internacional para un cese al fuego, uno de los puntos clave que condujeron a un acuerdo negociado para la guerra. 
En septiembre de 2020 el entonces coronel y viceministro de Seguridad Pública de El Salvador, Inocente Orlando Montano Morales fue juzgado en España por la Audiencia Nacional siendo considerado autor de cinco delitos de asesinato de carácter terrorista (los jesuitas Ignacio Ellacuría, Ignacio Martín Baró, Segundo Montes Mozo, Amando López Quintana y Juan Ramón Moreno Pardo) por cada uno de los cuales se le impuso una pena de 26 años, 8 meses y un día de prisión. Los magistrados también consideraron a Montano autor de los asesinatos del jesuita salvadoreño, Joaquín López y López, de la cocinera de la universidad, Julia Elba Ramos, y de su hija de 16 años, Celina Mariceth Ramos, ejecutados junto con los religiosos, aunque no pudo condenársele por ello dado que Montano no fue extraditado por Estados Unidos por esos crímenes.

## Antecedentes
Para un sector ultraconservador de los mandos militares en el ejército salvadoreño, los padres intelectuales jesuitas que ejercían la alta dirección y cátedra dentro del Alma Mater eran considerados sospechosos de sostener la teología de la Liberación, por lo que se suponía que serían aliados de la guerrilla izquierdista del FMLN, y por lo tanto, subversivos para el control político, cuyas amenazas hacia los mismos se venían gestando desde mediados de la década de 1980, pero que se aunarían en el año 1989.
El 3 de marzo de 1989, en un campo pagado del grupo ultra- derechista «Cruzada pro Paz y Trabajo» atacó a los que llama «grupo de cerebros satánicos conducidos por Ellacuría» y «perros comunistas» que están arruinando al país. El 14 de marzo del mismo año hace explosión una granada colocada dentro de la planta eléctrica de la UCA.
Entre el 16 y 20 de abril un campo pagado del Alto Mando de la Fuerza Armada de El Salvador acusa al P. Segundo Montes de defender el uso de minas por parte del FMLN. Un comunicado de prensa de ARENA llama al sacerdote Segundo Montes "inhumano e inmoral". En ese mismo mes el coronel Juan Orlando Zepeda, comandante de la Primera Brigada de Infantería, afirmaba que la UCA es un refugio de los líderes terroristas y que en ella se planifica la estrategia de ataques contra los salvadoreños. El 28 de ese mismo mes ocurre una nueva explosión con tres bombas en la imprenta de la UCA y en el portón de entrada junto a ella.
El 3 de julio del mismo año. el presidente Alfredo Cristiani recibe una carta abierta por parte de la organización «Cruzada pro Paz y Trabajo» en la que piden la captura y juicio sumario de los sacerdotes Ignacio Ellacuría y Segundo Montes, a los que considera responsables de toda la destrucción de la infraestructura y de todos los viles asesinatos cometidos en nombre de la teología de la liberación y de la doctrina marxista-leninista que intentan imponer. Para el 22 de julio, se da una tercera explosión con cuatro bombas en la imprenta de la UCA.
Entre los días 11 y 15 de noviembre la Radio emisora Cuscatlán emite ciertos mensajes con amenazas de muerte dirigidas contra los jesuitas de la UCA, contra Mons. Rivera Damas y contra Mons. Rosa Chávez. Se emiten amenazas explícitas como «Ellacuría es un guerrillero, que le corten la cabeza» o «Deberían sacar a Ellacuría para matarlo a escupidas». Para el 13 de noviembre, el rotativo La Prensa Gráfica informa la realidad de las amenazas retransmitidas por la cadena nacional de radio en las que se afirmaba «es de suma importancia que saquen del país a los jesuitas, porque en la UCA esconden armas desde hace alrededor de diez años». Señalando estos como principal responsable al sacerdote jesuita español Ignacio Ellacuría.

## Crimen

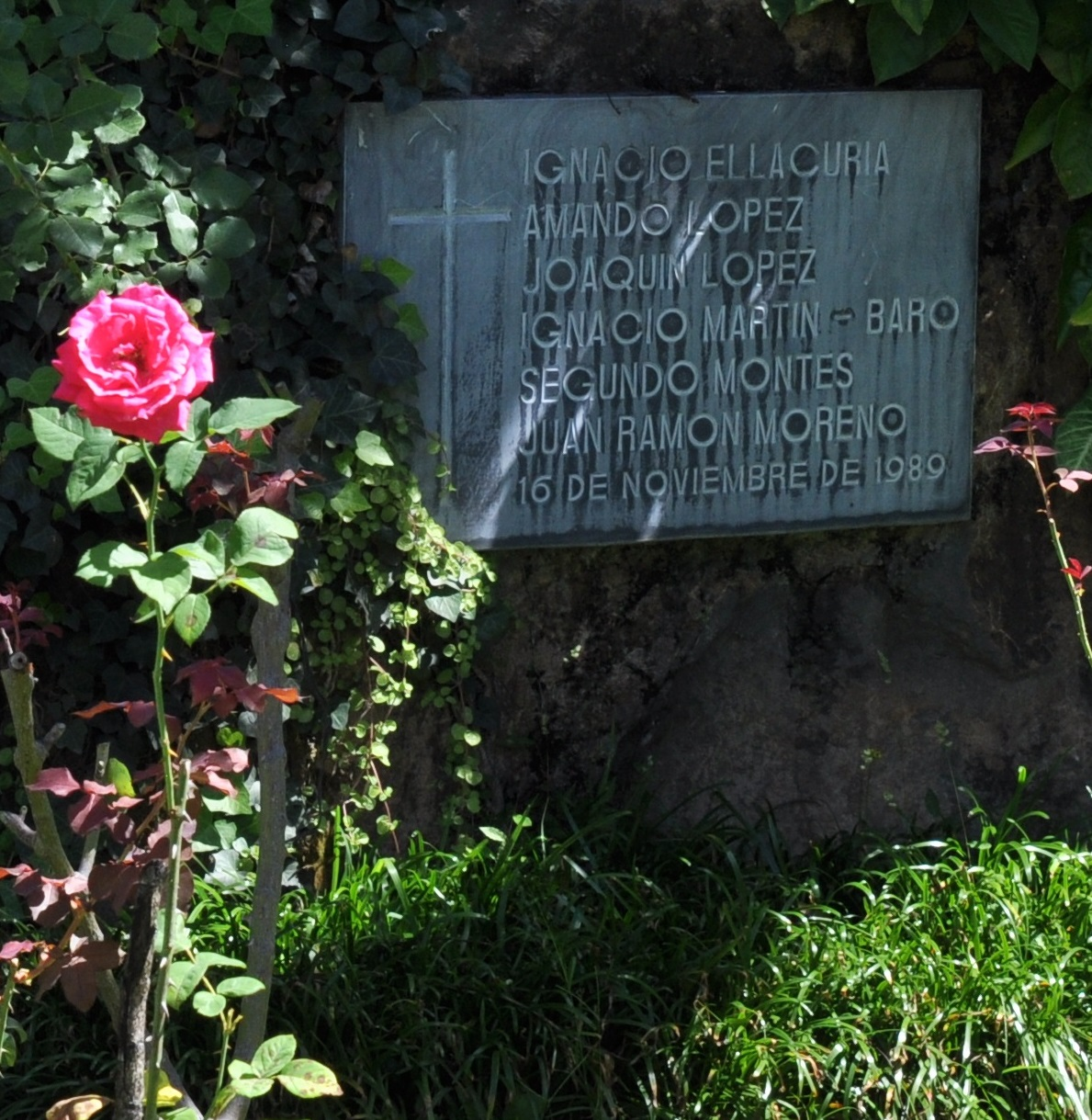
Mártires de la UCA

Según el informe de la Comisión de la Verdad y el resumen de las acusaciones admitidas por un tribunal español contra los miembros del ejército salvadoreño que fueron condenados por el delito, el ejército salvadoreño consideró el Centro Pastoral de la UCA como un «refugio de subversivos». El coronel Juan Orlando Zepeda, viceministro de Defensa, había acusado públicamente a la UCA de ser el centro de operaciones de los terroristas del FMLN. El coronel Inocente Montano, viceministro de Seguridad Pública, dijo que los jesuitas estaban "plenamente identificados con movimientos subversivos". En las negociaciones para una solución pacífica al conflicto, Ignacio Ellacuría (rector de la universidad) había jugado un papel fundamental. Muchas de las fuerzas armadas identificaron a los sacerdotes jesuitas con los rebeldes, debido a su especial preocupación por los salvadoreños que eran los más pobres y, por lo tanto, los más afectados por la guerra.

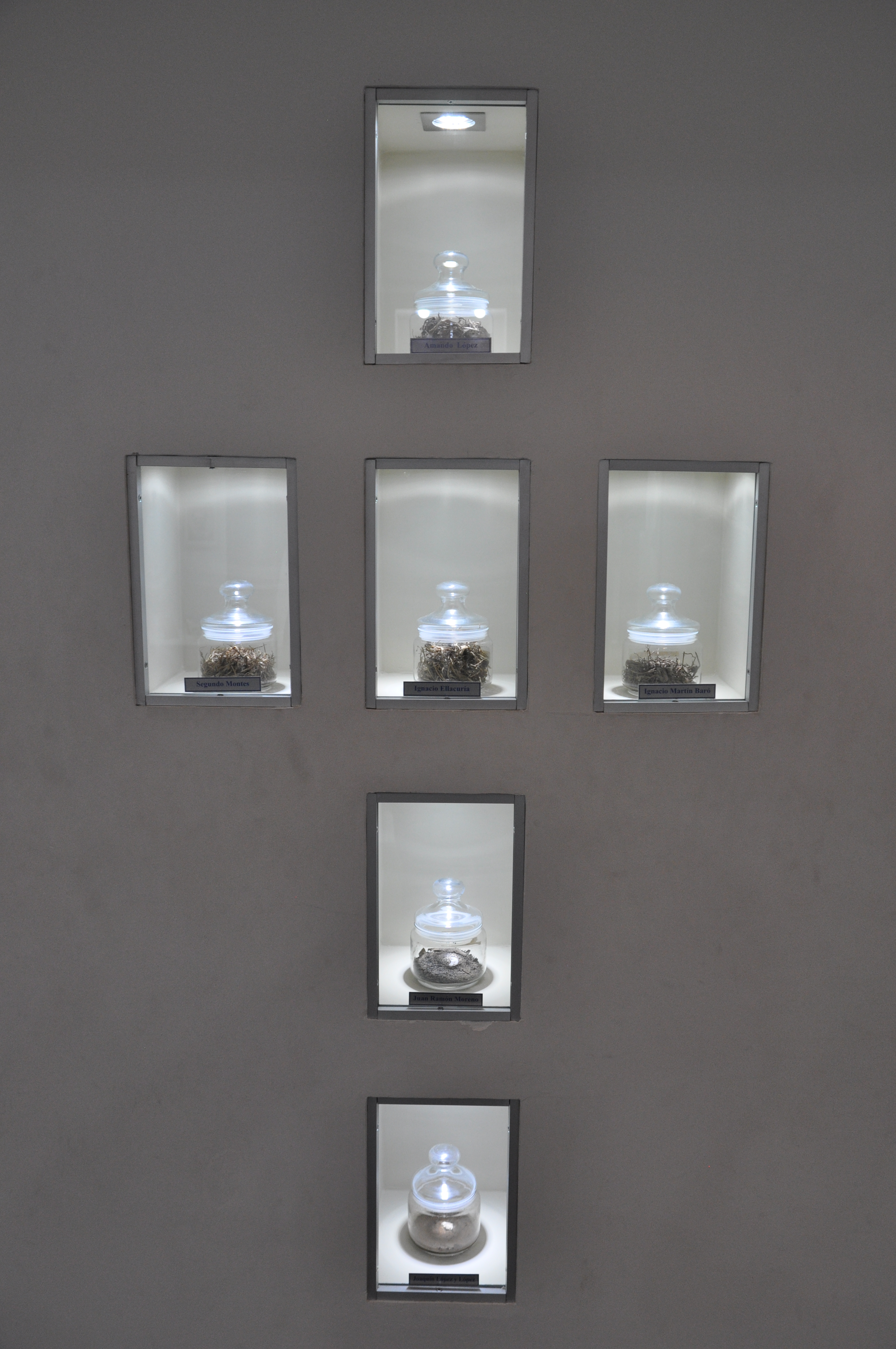
Urnas que contienen grama manchada con la sangre de los sacerdotes asesinados, en la Sala Memorial de los Mártires del Centro Monseñor Romero de la UCA.

En la tarde del 15 de noviembre de 1989, el coronel Guillermo Alfredo Benavides Moreno se reunió con oficiales bajo su mando en el Colegio Militar. Les informó que el Estado Mayor consideraba que la reciente ofensiva rebelde era «crítica», que debía enfrentarse con toda su fuerza, y que todos los «elementos subversivos conocidos» debían ser eliminados. Se le ordenó eliminar a Ellacuría, sin dejar testigos. Los oficiales (miembros del batallón Atlácatl) decidieron disfrazar la operación como un ataque rebelde, usando un rifle AK-47 que había sido capturado por el FMLN.
Los soldados primero intentaron entrar por la fuerza a la residencia de los jesuitas, hasta que los sacerdotes les abrieron las puertas. Después de ordenar a los sacerdotes que se acostaran boca abajo en el jardín trasero, los soldados registraron la residencia. Después de que el teniente Guerra diera la orden de matar a los sacerdotes, Ellacuría, Ignacio Martín-Baró y Segundo Montes fueron asesinados a tiros por el soldado Grimaldi, mientras que los padres Amando López y Juan Ramón Moreno fueron asesinados por el sargento adjunto Antonio Ramiro Ávalos Vargas. Más tarde, los soldados descubrieron al padre Joaquín López y López en la residencia y también lo mataron. El sargento adjunto Tomás Zarpate Castillo le disparó a Julia Elba Ramos y a su hija de 16 años, Celina Mariceth Ramos. El soldado José Alberto Sierra Ascencio le disparó a ambas mujeres nuevamente.
Los soldados sacaron una pequeña maleta que contenía fotografías, documentos y 5000 dólares. Luego dirigieron fuego de ametralladoras a la fachada de la residencia, así como cohetes y granadas. Dejaron un letrero de cartón que decía «El FMLN ejecutó a quienes lo informaron. Victoria o muerte, FMLN».

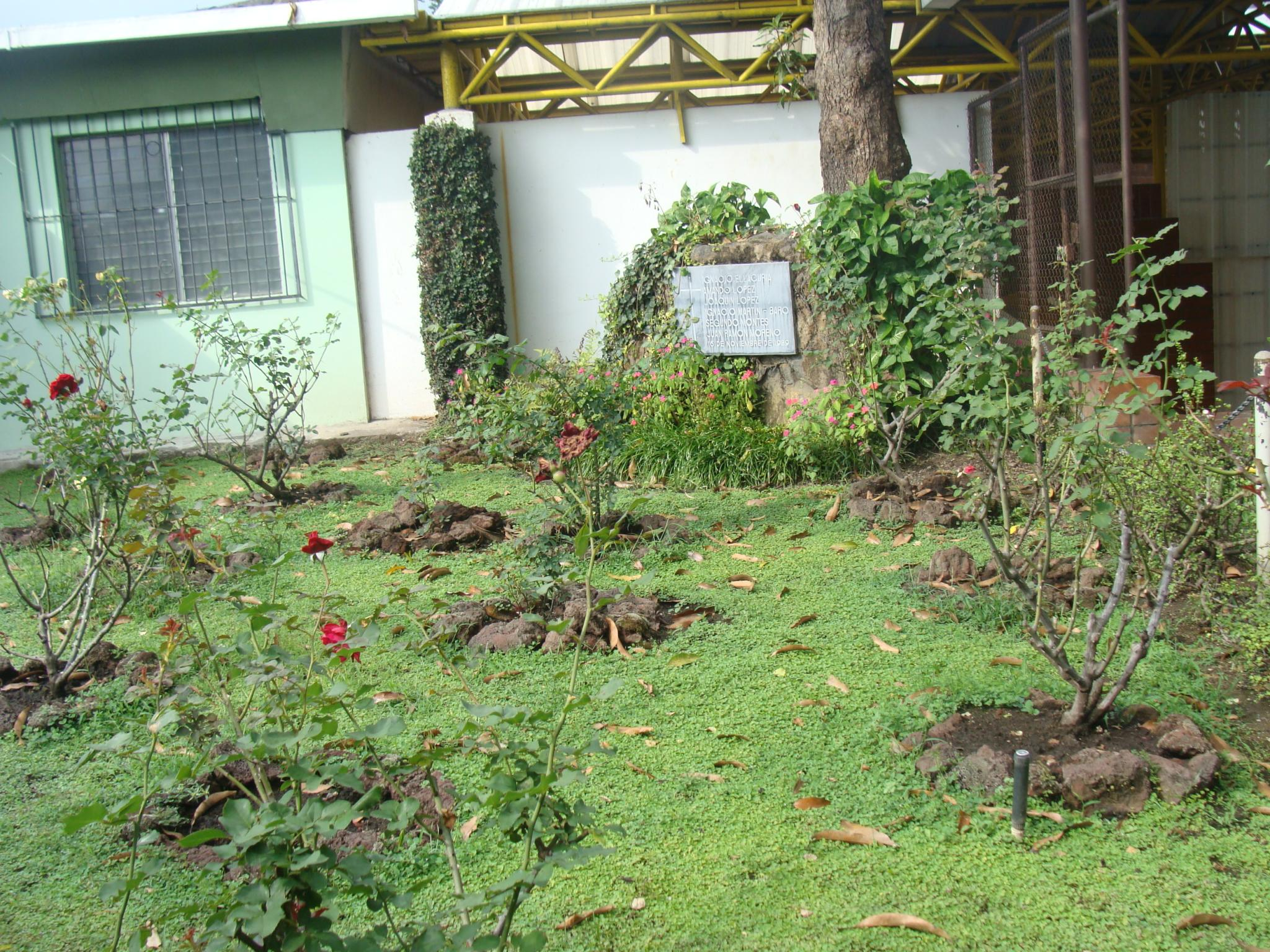
Monumento a los mártires

El día 16 de noviembre de 1989 seis sacerdotes de la Compañía de Jesús y dos empleadas domésticas son asesinados dentro del campus de la UCA, estos fueron colocados boca abajo, mientras eran ejecutados. En el patio central se encontraron los cuerpos de cinco de los religiosos, y en una de las habitaciones se encontraba otro de ellos. Los cadáveres de la mujer y la niña estaban en otro cuarto anexo. Los asesinos también incendiaron y saquearon el Centro Monseñor Romero, como estratagema los autores del crimen dejaron señales y pruebas falsas simulando que los crímenes habían sido cometidos por la guerrilla, lo cual fue descubierto como espurio sin soporte en las posteriores investigaciones. 
Las víctimas fueron:
- Ignacio Ellacuría S. J., español, rector de la universidad
- Ignacio Martín-Baró S. J., español, vicerrector académico
- Segundo Montes S. J., español, director del Instituto de Derechos Humanos de la UCA
- Juan Ramón Moreno S. J., español, director de la biblioteca de Teología
- Amando López S. J., español, profesor de Filosofía
- Joaquín López y López S. J., salvadoreño, fundador de la universidad y estrecho colaborador
- Elba Ramos, salvadoreña, empleada doméstica.
- Celina Ramos, salvadoreña, hija de Elba Ramos, de 16 años.

Todos menos Celina Ramos (Jayaque, 21 de febrero de 1973) eran empleados de UCA. Elba Ramos (Santiago de María, 5 de marzo de 1947) había comenzado a trabajar como cocinera de los sacerdotes jesuitas en 1985, y su esposo Obdulio como vigilante y jardinero en 1989. A partir de que él fuera contratado también, la familia se había movido a un terreno cerca de la entrada principal de la Universidad, en calles que sufrieron bombardeos. Preocupadas por su seguridad, Elba y Celina se mudaron a un cuarto vacío en la residencia jesuita, y fueron asesinadas porque el Batallón Atlácatl de Reacción Inmediata no quería dejar testigos.

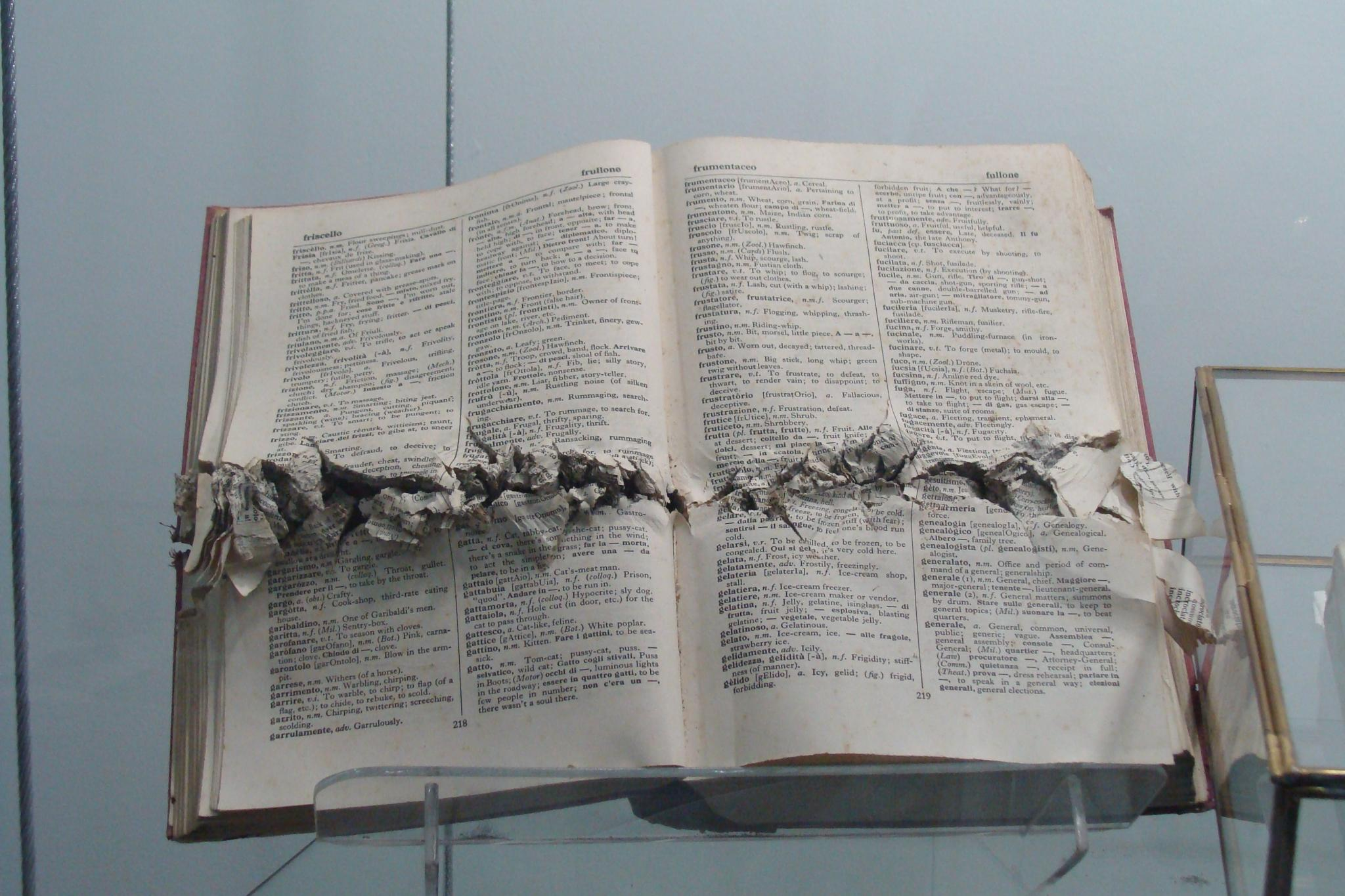
Libro abaleado en la UCA de El Salvador

Otro residente jesuita, Jon Sobrino, estaba dando una conferencia sobre teología de la liberación en Bangkok. Dijo que se había acostumbrado a vivir con amenazas de muerte y comentó: «Queríamos apoyar el diálogo y la paz. Estábamos en contra de la guerra. Pero hemos sido considerados comunistas, marxistas, partidarios de los rebeldes, todo ese tipo de cosas». Cuando el periódico estadounidense The New York Times describió a los sacerdotes asesinados como «intelectuales de izquierda» en marzo de 1991, el arzobispo John R. Quinn de San Francisco se opuso al uso de esa caracterización «sin calificación ni matiz». Ofreció al periódico las palabras del arzobispo brasileño Hélder Câmara: «Cuando alimento a los hambrientos, me llaman santo. Cuando les pregunto por qué no tienen comida, me llaman comunista».

## Reacción
Los asesinatos atrajeron la atención internacional y aumentaron la presión internacional para un cese al fuego. Se reconoce como un punto de inflexión que condujo a un acuerdo negociado para poner fin a la guerra.

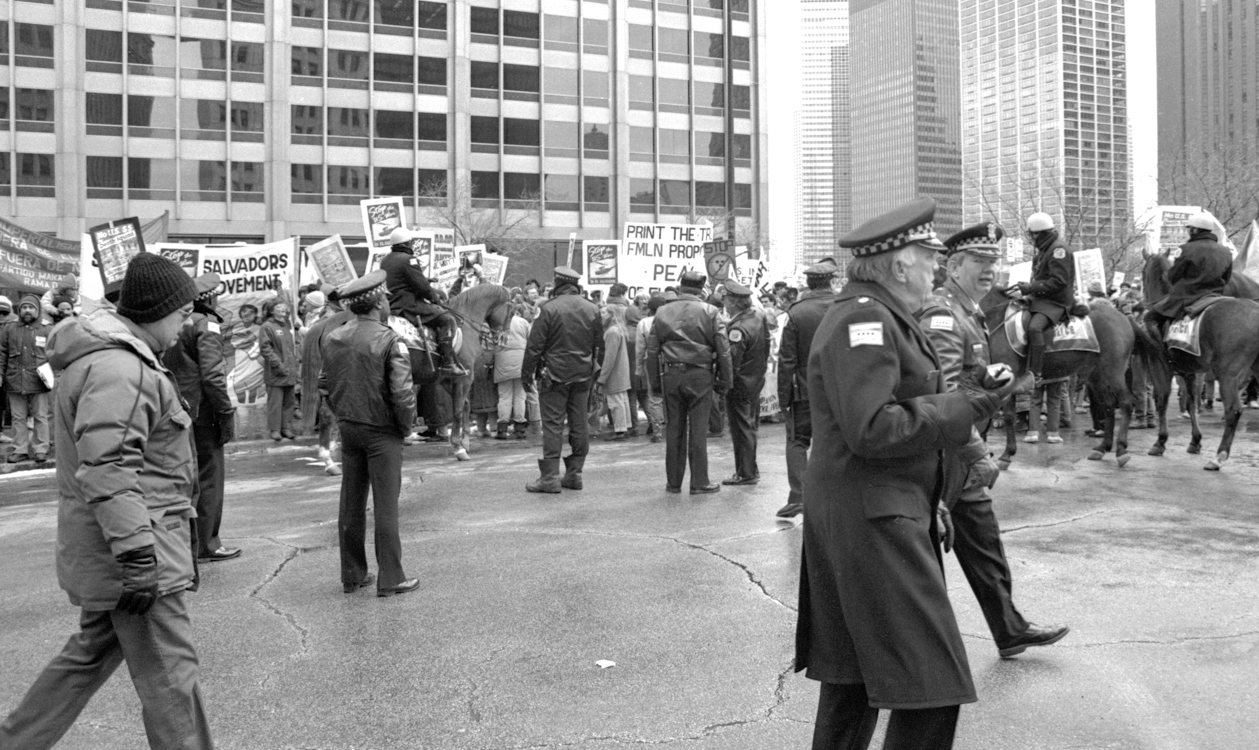
Protesta contra la guerra civil salvadoreña, Chicago 1989.

El gobierno de los Estados Unidos, que durante mucho tiempo había brindado ayuda militar al gobierno, pidió al presidente Cristiani que iniciara «la investigación más completa y ciertamente rápida». Condenó los asesinatos «en los términos más enérgicos posibles». El senador estadounidense Claiborne Pell, presidente del Comité de Relaciones Exteriores del Senado, dijo: «Estoy devastado por estos asesinatos a sangre fría, que parecen tener la intención de silenciar la actividad de derechos humanos en El Salvador. Hago un llamamiento urgente para que se ponga fin a la lucha y por un alto el fuego... y pedir que los responsables de estos asesinatos sean llevados ante la justicia lo más rápido posible». Un editorial en The New York Times catalogó una serie de crímenes similares que quedaron impunes y advirtió que «Lo que es diferente esta vez es la impaciencia horrorizada de Estados Unidos». Advirtió que el Senado de Estados Unidos pondría fin a la ayuda de Estados Unidos si el gobierno de El Salvador «no podrá detener y no castigará a los escuadrones de la muerte».

## Acciones judiciales

### El Salvador
Nueve miembros del ejército salvadoreño fueron llevados a juicio. Solo el coronel Guillermo Benavides y el teniente Yusshy René Mendoza fueron condenados. Los otros fueron absueltos o declarados culpables por cargos menores. Benavides y Mendoza fueron condenados a 30 años de prisión. Ambos fueron liberados de la prisión el 1° de abril de 1993 luego de la aprobación de una Ley de Amnistía por una legislatura dominada por políticos anti-guerrilleros y pro-militares. Fue promulgada para promover la reconciliación social y política después de la guerra civil, pero su apoyo provino de las facciones políticas más estrechamente aliadas con los grupos armados de derecha identificados por el informe como responsables de la mayoría de las violaciones de los derechos humanos en tiempos de guerra. El resultado del juicio fue confirmado por el informe presentado por la Comisión de Verdad y Reconciliación de El Salvador, que detallaba cómo las figuras militares y políticas salvadoreñas ocultaban información vital para proteger a los responsables de la masacre. El informe identificó a Rodolfo Parker, un abogado y político que luego dirigió el Partido Demócrata Cristiano y se convirtió en miembro de la Asamblea Legislativa. Dijo que «alteró las declaraciones para ocultar la responsabilidad de los oficiales superiores por el asesinato».
Los jesuitas en El Salvador, liderados por José María Tojeira, exrector de la UCA, continuaron trabajando con el Instituto de Derechos Humanos de la UCA, fundado por Segundo Montes, para utilizar la Corte Interamericana de Derechos Humanos, para eludir la Ley de Amnistía de 1993 y exponen el papel de oficiales militares superiores en los asesinatos.
En julio de 2016, la Corte Suprema de El Salvador consideró que la Ley de Amnistía era inconstitucional, citando el derecho internacional de los derechos humanos. Benavides regresó a prisión unas semanas más tarde para cumplir su condena.
En mayo de 2017, la comunidad jesuita en El Salvador solicitó al Ministerio de Justicia y Seguridad Pública que conmutara la condena de Benavides, que había cumplido 4 años de su condena de 30 años. Dijeron que había admitido y lamentado sus acciones y que no representaba ningún peligro. José María Tojeira, director del Instituto de Derechos Humanos de la UCA, lo calificó de «chivo expiatorio» para quienes ordenaron los asesinatos y quedaron impunes.
El 8 de septiembre de 2020, la Sala de lo Penal de la Corte Suprema de Justicia (CSJ), sin obedecer la sentencia de inconstitucionalidad de la Ley de Amnistía, ordenó cerrar la causa penal por la masacre. Los magistrados Roberto Argueta Manzano y el suplente Juan Manuel Bolaños, haciendo mayoría, votaron para archivar definitivamente el caso. El magistrado Leonardo Ramírez Murcia fue el único que no acompañó ese acuerdo y dijo que se le estaba negando el derecho de justicia a las víctimas. La UCA calificó de corrupta la sentencia, y señaló los magistrados resolvieron de manera contraria a la ordenado en 2016 por la Sala de lo Constitucional, que abrió el camino para procesar a los criminales de guerra en casos de lesa humanidad.
Esta decisión fue apelada el 16 de noviembre de 2022 por el fiscal general de El Salvador, Rodolfo Delgado, ante la Sala de lo Constitucional de la Corte Suprema de Justicia. La Sala de lo Constitucional aceptó la apelación ocho días después de ser presentada. El 5 de enero de 2022, tras analizarlo, la sala invalidó el sobreseimiento de los militares implicados. Desde entonces el fiscal general anunció la pronta reapertura del caso.
El 25 de febrero de 2022 Alfredo Cristiani y Rodolfo Parker, entre otros, han sido acusados penalmente respecto a la masacre de la UCA. Un total de 13 personas, entre ellas también 10 exjefes militares, han sido acusadas.

### España
En 2008, dos organizaciones de derechos humanos, el Centro de Justicia y Responsabilidad y la Asociación Pro Derechos Humanos de España, presentaron una demanda en la Audiencia Nacional de España contra el expresidente salvadoreño Alfredo Cristiani y 14 miembros del ejército salvadoreño, alegando su responsabilidad directa por la masacre de 1989. El juez Eloy Velasco admitió esta demanda en 2009, sobre la base del principio de justicia universal. Ni los jesuitas ni la UCA fueron partes en esta demanda.

El juez Eloy Velasco y los querellantes particulares en el caso abierto en Madrid, España, por la masacre de la UCA entienden que, con las nuevas órdenes de arresto emitidas, las autoridades salvadoreñas deberían capturar de inmediato a cualquiera de los 18 militares acusados de la masacre a los que tengan ubicados en territorio salvadoreño.

Durante el curso de este proceso judicial, un testigo no identificado confesó su propia participación en la masacre e implicó al Alto Mando del Ejército salvadoreño y expresidente Cristiani. Las pruebas puestas a disposición de los periodistas incluyeron notas escritas a mano tomadas durante una reunión del Alto Mando Militar Salvadoreño en la que supuestamente se planeó la masacre, y tanto el Alto Mando militar como el Ejecutivo del país probablemente sabían, si no estaban directamente involucrados en estas reuniones de planificación. Los documentos desclasificados de la CIA indicaron que durante muchos años la CIA supo de los planes del gobierno salvadoreño para asesinar a los jesuitas.
El 30 de mayo de 2011, el tribunal falló contra veinte miembros del ejército salvadoreño que los declararon culpables de asesinato, terrorismo y crímenes contra la humanidad y ordenó su arresto inmediato. Esos documentos generaron una circular roja de la Interpol. El presidente Cristiani no fue incluido en el fallo. Según la justificación del fallo, el acusado aprovechó un contexto de guerra inicial para perpetrar violaciones de los derechos humanos, con el carácter agravante de la xenofobia. Cinco de los eruditos asesinados eran ciudadanos españoles. La propaganda contra ellos, que preparó el contexto para el asesinato, los llamó neoimperialistas izquierdistas de España, que estaban en El Salvador para restablecer el colonialismo. Los declarados culpables enfrentan sentencias que suman 2700 años en prisión.
El fallo de la corte española especifica que los jesuitas fueron asesinados por sus esfuerzos para poner fin pacíficamente a la guerra civil salvadoreña. La planificación del asesinato comenzó cuando las negociaciones de paz entre el gobierno salvadoreño y el FMLN se rompieron en 1988. Los líderes del ejército salvadoreño estaban convencidos de que podían ganar militarmente la guerra contra el FMLN e interpretaron desde entonces los esfuerzos de Ignacio Ellacuría por las negociaciones de paz como un inconveniente que debía eliminarse.
La operación contra los jesuitas implicó la cooperación entre varias instituciones militares. Consistió inicialmente en una campaña psicológica para deslegitimar a los jesuitas en los medios, acusándolos de conspiración y cooperación con el FMLN. Posteriormente hubo redadas militares contra la universidad y la casa de los jesuitas, para planificar la operación y finalmente ocurrió la masacre, perpetrada por el batallón Atlácatl.
Los arrestos, sin embargo, no procedieron, primero porque la Corte Suprema de Justicia salvadoreña (CSJ) dijo entonces que la difusión roja solo implicaba para las autoridades locales ubicar a los acusados, no arrestarlos. Y además porque el gobierno del presidente Mauricio Funes decidió, a través de su ministro de Defensa Crnel. David Munguía Payés, dar refugio a los militares en un cuartel.
Las nuevas órdenes internacionales de arresto emitidas en Madrid son contra Juan Orlando Zepeda, Rafael Humberto Larios, Juan Rafael Bustillo, Francisco Elena Fuentes, José Ricardo Espinoza Guerra, Gonzalo Guevara Cerritos, Óscar Mariano Amaya Grimaldi, Antonio Ramiro Ávalos, Ángel Pérez Vásquez, Tomás Zárpate Castillo, José Alberto Sierra Ascensio, Guillermo Alfredo Benavides, Joaquín Arnoldo Cerna, Carlos Mauricio Guzmán Aguilar, Héctor Ulises Cuenca Ocampo y Óscar Alberto León. El defensor de los militares dijo desconocer la existencia de nuevas órdenes (lea secundaria).
El 15 de noviembre de 2017 la Corte Suprema de Estados Unidos rechazó la última apelación posible del exviceministro de Seguridad salvadoreño Inocente Orlando Montano y finalmente fue extraditado a España.
En 2020 Montano fue juzgado por la Audiencia Nacional. La sentencia se dio a conocer el 11 de septiembre. La Sección Segunda de la Sala de lo Penal consideró a Montano autor de cinco delitos de asesinato de carácter terrorista (los jesuitas Ignacio Ellacuría, Ignacio Martín Baró, Segundo Montes Mozo, Armando López Quintana y Juan Ramón Moreno Pardo) por cada uno de los cuales se le impuso una pena de 26 años, 8 meses y un día de prisión. Los magistrados también consideraron a Montano autor de los asesinatos de otro jesuita salvadoreño, Joaquín López y López, de la cocinera de la universidad, Julia Elba Ramos, y de su hija de 16 años, Celina Mariceth Ramos, ejecutados junto con los religiosos, si bien no pudo ser condenado en un principio por estos hechos al no haber sido extraditado por Estados Unidos por esos crímenes.
El 3 de febrero de 2021, el Tribunal Supremo de España confirmó la sentencia condenatoria contra el coronel Inocente Montano. Su condena es de 26 años, 8 meses y un día de cárcel por cada uno de los cinco asesinatos; es decir, un total de 133 años y 4 meses de prisión.

## Reconocimiento

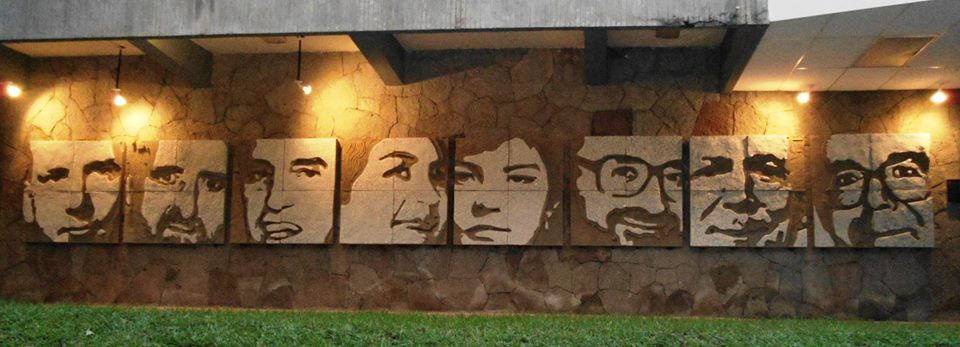
Mural de los mártires del UCA

En noviembre de 2009, con motivo del vigésimo aniversario de la masacre, el presidente Mauricio Funes otorgó la Orden de José Matías Delgado, en el grado de Gran Cruz con Estrella de Oro, a los 6 sacerdotes asesinados. Funes los conocía personalmente, los consideraba amigos y acreditaba su papel en su desarrollo profesional y personal.
La mayoría de estos académicos también son reconocidos por sus contribuciones duraderas a los campos de la filosofía, la teología y la teología de la liberación (Ellacuría), la psicología (Martin-Baró) y los estudios de antropología social y migración (Montes). Algunos de sus estudios han sido publicados por UCA Editores y otros, pero gran parte de su material aún no se ha categorizado o no se ha publicado.
En 2023 se inició el proceso de canonización de 43 mártires del conflicto interno de El Salvador, entre los que se encuentran todos los Mártires de la UCA.

### Homenajes
- El 24 de mayo de 1990, la Fundación Princesa de Asturias le otorgó el premio Príncipe de Asturias de Comunicación y Humanidades a la Universidad Centroamericana José Simeón Cañas (UCA) por la labor de los profesores (Mártires de la UCA) en honor a sus esfuerzos en la defensa de la libertad.[44]
- En el campus de la Universidad Centroamericana José Simeón Cañas (UCA), el auditorio del Edificio de Aulas D se llamó Auditorio Elba y Celina, luego de develar una placa conmemorativa el 11 de noviembre del 2013.[45]

- En marzo de 2022 se estrenó la película Llegaron de noche, dirigida por el cineasta vasco Imanol Uribe, protagonizada por Juana Acosta (que interpreta a Lucía, superviviente y testigo del crimen), Karra Elejalde y Carmelo Gómez, y que cuenta la historia del asesinato de los Mártires de la UCA.[46]
- El departamento de Psicología y Salud Pública de la Universidad Centroamericana José Simeón Cañas (UCA), creo en el año de 2018 el Premio a la Investigación "Ignacio Martín-Baró",[47] cada año identificara la mejor tesis de grado realizada por estudiantes de la Licenciatura en Psicología.